# 劉璋 (天順進士)
刘璋（1429年—1511年），字廷信，福建延平府南平县（今福建省南平市延平区）人。明朝政治人物。天順元年進士。弘治朝官至工部尚書。

## 生平
刘璋生于明宣德四年（1429年）。天順元年（1457年），中进士，授户部主事，升户部郎中，出爲浙江左右布政使。成化二十年（1484年）升任都察院右副都御史，總督漕運等地。歷撫治鄖陽、巡撫四川。成化二十三年（1487年），升工部右侍郎。弘治二年（1489年）改戶部右侍郎。弘治四年（1491年）轉左侍郎，升南京礼部尚书。弘治七年（1494年）升工部尚书。弘治九年（1496年）七月，以太子少保衔致仕。
正德六年（1511年）二月，刘璋在南平病逝，葬于延平府龙山麓马坑桥西（现南平市延平区）。

## 家族
曾祖劉旺。祖父劉彥高。父劉通。

## 著作
刘璋著有《明书画史》三卷。